# Matthew Stevens
Matthew Stevens (Carmarthen, Gales, 11 de septiembre de 1977) es un jugador profesional de snooker británico.
Su carrera profesional arrancó en 1994. Ha sido subcampeón del Campeonato Mundial en dos ocasiones, 2000 y 2005, en las que cayó derrotado frente a Mark Williams y Shaun Murphy, respectivamente. Sí que ha ganado los otros dos eventos que completan la Triple Corona, el Masters y el Campeonato del Reino Unido. Asimismo, ha completado un 147.